# La casa di Bernarda Alba
La casa di Bernarda Alba (titolo originale in spagnolo: La casa de Bernarda Alba) è un'opera teatrale in tre atti scritta nel 1936 da Federico García Lorca. L'opera fu scritta da García Lorca alcuni mesi prima della sua morte e fu rappresentata per la prima volta a Buenos Aires nel 1945.
Assieme alle altre tragedie Yerma e Nozze di sangue, La casa di Bernarda Alba fa parte di una trilogia incentrata sul ruolo della donna e sulla sua sottomissione nella Spagna rurale degli anni trenta. Le vicende si snodano intorno al personaggio di Pepe il Romano che, però, non appare mai in scena.

## Trama
La storia, ambientata in Andalusia, narra della dispotica Bernarda Alba, la quale, in seguito alla morte del marito, impone un lutto rigoroso alla madre Maria Josefa e alle sue cinque figlie (Angustia, Maddalena, Amelia, Martirio, Adele), impedendo loro di uscire di casa e di intrattenere rapporti con il sesso opposto; solo alla figlia maggiore, Angustia, figlia del primo marito di Bernarda, che ha ereditato una parte consistente del patrimonio paterno, è concesso di maritarsi con un giovane del paese, "Pepe il romano", il quale è unicamente interessato alla dote della sposa.
L'ultimogenita Adele si innamora del promesso sposo della sorella, con cui ha una storia d'amore, portata alla luce dalla sorella Martirio. Bernarda finge di aver ucciso il giovane, scatenando una tragica vicenda: segue il suicidio per impiccagione di Adele, che non intende piegarsi alla volontà della madre e che non intende rinunciare a Pepe. Per difendere l'onorabilità della propria famiglia, Bernarda Alba conclude, ma proclamando che sua figlia è morta vergine e ordinando il silenzio sull'intera vicenda.